# Jan Wysogląd
Jan Wysogląd (ur. 5 września 1944 w Witanowicach, zm. 6 stycznia 2015 w Bielsku-Białej) – polski działacz samorządowy, wicewojewoda bielski, wieloletni naczelnik gminy Radziechowy-Wieprz, działacz Polskiego Stronnictwa Ludowego (PSL).

## Życiorys
Absolwent gimnazjum w Wadowicach oraz Wydziału Filozoficzno-Historycznego Uniwersytetu Jagiellońskiego w Krakowie. W 1967 rozpoczął pracę w komitecie powiatowym Zjednoczonego Stronnictwa Ludowego (ZSL) w Żywcu. W latach 1973–1986 był naczelnikiem gminy Radziechowy-Wieprz, następnie pracował jako nauczyciel. Od 1988 do 1989 przewodniczył wojewódzkiemu komitetowi ZSL w Bielsku-Białej. W latach 90. w okresie rządów SLD-PSL pełnił funkcję wicewojewody bielskiego. Był również zastępcą dyrektora Telewizji Katowice oraz prezesem zarządu wojewódzkiego PSL.
Odznaczony Krzyżem Kawalerskim (1999) i Oficerskim (2004) Orderu Odrodzenia Polski.